# Симметрия Фока в теории атома водорода
Квантовая задача Кулона (аналог классической задачи Кеплера), позволяющая рассчитывать спектр системы из двух противоположных зарядов, является до сих пор фундаментальной в квантовой теории. С ней связаны имена основателей физики 20-го века — Н. Бора, А. Зоммерфельда ,В. Паули, Э. Шредингера, В. Фока . С неё начинается введение в теорию атомных спектров и она прекрасно изучена методами теории специальных функций. Благодаря своей простоте и заложенной в ней симметрии — группе вращений 4-х мерного пространства SO(4), она является исключительно полезным и тонким инструментом теоретической физики для построения различных концепций. Реализацию симметрии SO(4) нашел В. Фок в импульсном пространстве. Результат Фока удивляет физиков: почему симметрия SO(4) проявляется в импульсном пространстве, свернутом в 3-d сферу c выходом в 4-d пространство.

## Сущность открытия
Напомним предысторию достижения Фока. Два классических векторных интеграла — угловой момент и вектор Рунге-Ленца в квантовой механике соответствуют векторным операторам, которые коммутируют с оператором энергии, то есть с гамильтонианом. Анализ их коммутаторов, проведенный в, показывает, что они порождают алгебру Ли (линейное пространство с операцией коммутирования) совпадающую с алгеброй Ли малых (инфинитезимальных) операторов поворотов 4-х мерного пространства.
Для физиков это соответствие означает, что существует преобразование переменных и операторов, которое переводит исходную квантовую задачу Кулона в некоторое движение частицы на трехмерной 3-d сфере, вложенной в четырёхмерное 4-d пространство. Оператор энергии при этом будет инвариантен при вращениях 3-d сферы. Это напоминает замечательный эффект Л. Кэрола "с парящей улыбкой Чеширского кота ".
Подход Фока поразил современников.Исходным пунктом в его теории является интегральное уравнение Шредингера (УШ) в импульсном пространстве. Это пространство можно рассматривать как 3-d плоскость в 4-d пространстве. Затем Фок сворачивает её в сферу с помощью стереографической проекции, известной с античных времен как удобное преобразование глобуса на плоскую карту . (У Фока глобус трехмерный — также как и карта). При этом, Фок угадывает необходимый множитель для пси-функций, чтобы исходное интегральное уравнение перешло в уравнение для сферических функций на 3-d сфере (не путать со сферическими функциями на двумерной сфере). Это уравнение, редко используемое в физике, но известное в теории специальных функций, инвариантно относительно вращений в 4-d пространстве.
Фок не объясняет физический смысл найденного им преобразования. В результате остается принципиальный вопрос — почему симметрия SO(4) реализуется в свернутом импульсном, а не в координатном пространстве, и как электрон «узнал о стереографической проекции» . Позднее, Ефимов С. П. развил теорию В. Фока, с помощью переноса его результата в координатное пространство.. При этом переход от четырёхмерных сферических функций к функциям в физическом пространстве алгебраический (без интегралов) и сопровождается заменой четвёртой «лишней» координаты на мнимый радиус вектор {\displaystyle \imath r}.

## Теория Фока
При использовании атомных единиц, когда единица энергии есть {\displaystyle {\frac {Z^{2}me^{4}}{\hbar ^{2}}}}, а
единица длины равна радиусу Бора {\displaystyle a_{B}={\frac {\hbar ^{2}}{Zme^{2}}}}, УШ для собственных функций принимает вид:
{\displaystyle \left(-{\frac {1}{2}}\Delta -{\frac {1}{r}}\right)\Psi _{nlm}=-{\frac {1}{2n^{2}}}\Psi _{nlm}}.
Дапее удобно привести каждую орбиту с радиусом {\displaystyle na_{B}} к единому радиусу, то есть заменить радиус вектор {\displaystyle \mathbf {r} } на вектор {\displaystyle {\frac {\mathbf {r} }{n}}}. В результате УШ принимает обманчиво простую форму
| {\displaystyle (-\Delta +1)\Psi _{nlm}(\mathbf {r} )={\frac {2n}{r}}\Psi _{nlm}(\mathbf {r} ),} |
где используется снова обозначения {\displaystyle \mathbf {r} } and {\displaystyle r} для вектора и его модуля. В этом случае в импульсном представлении аргумент пси-функций растягивается: {\displaystyle \mathbf {p'} =n\mathbf {p} }.
При переходе в импульсное пространство, к собственным функциям УШ необходимо применить   преобразование Фурье {\displaystyle (\hbar =1)} :
{\displaystyle \Psi _{nlm}(\mathbf {r} )={\frac {1}{(2\pi )^{3}}}\int \ a_{nlm}(\mathbf {p} )e^{(i\mathbf {pr} )}d^{3}\mathbf {p} }.
Применение его к УШ приводит к свертке по импульсам. Потенциал {\displaystyle {\frac {1}{r}}} переходит в функцию {\displaystyle {\frac {4\pi }{\left|\mathbf {p^{2}} \right|}}}, что дает интегральное (не локальное) уравнение:
| {\displaystyle (\left\|\mathbf {p^{2}} \right\\|+1)a_{nlm}(\mathbf {p} )-{\frac {2n}{2\pi ^{2}}}\int {\frac {a_{nlm}(\mathbf {p'} )}{\left\|\mathbf {p-p'} \right\|^{2}}}d^{3}\mathbf {p'} .} |
Отметим, что нелокальность уравнения приводит к тому, что Вектор Лапласа-Рунге-Ленца  не фигурирует
в импульсном пространстве.
Первый шаг теории Фока следующий: без всякого объяснения функция {\displaystyle a_{nlm}(\mathbf {p} )} умножается на множитель {\displaystyle (1+\mathbf {p^{2}} )^{2}}.
Второй шаг : 3-d плоскость в импульсном пространстве сворачивается в 3-d сферу с координатами {\displaystyle ({\boldsymbol {\xi }},{\mathit {\xi _{0}}})} (см. рис.1)

Рис.1 Стереографическая проекция
-плоскости на -сферу в 4d-пространстве

Из рисунка видно, что тангенс угла наклона проектирующей (красной) прямой равен:
{\displaystyle \tan \varphi ={\frac {1}{\left|\mathbf {p} \right|}}.}
Отсюда следуют формулы:
{\displaystyle \left|{\boldsymbol {\xi }}\right|=\sin 2\varphi ={\frac {2\left|\mathbf {p} \right|}{(1+\mathbf {p^{2}} )}},}
{\displaystyle {\boldsymbol {\xi }}={\frac {2\mathbf {p} }{(1+\mathbf {p^{2}} )}},}
{\displaystyle {\mathit {\xi _{0}}}=\cos 2\varphi ={\frac {(\mathbf {p^{2}} -1)}{(\mathbf {p^{2}} +1)}},}
{\displaystyle {\boldsymbol {\xi }}^{2}+\xi _{0}^{2}=1.}
Стереографическая проекция удваивает угол наклона и в этом её эффект. Плоский рисунок при этом правильно отражает 4-х мерное преобразование.
В новых переменных, с учётом множителя Фока, собственная функция равна:
{\displaystyle b_{nlm}({\boldsymbol {\xi }},\xi _{0})=(\mathbf {p^{2}} +1)^{2}a_{nlm}(\mathbf {p} ).}
Существенно, что проекция является конформным преобразованием . Углы между пересекающимися кривыми сохраняются. Метрика на сфере в координатах пространства импульсов (плоскости p) равна:
{\displaystyle {\frac {4}{\mathbf {(p^{2}+1)^{2}} }}(d\mathbf {p} )^{2}.}
Отсюда коэффициент сжатия элементов пространства p равен {\displaystyle {\frac {(\mathbf {p^{2}} +1)}{2}}} . Элемент объёма в формуле (10) заменяем через элемент трехмерной поверхности :
{\displaystyle d^{3}\mathbf {p} ={\frac {1}{8}}(\mathbf {p^{2}} +1)^{3}dS_{\xi }}
Ядро интеграла удачно (и не очевидно) преобразуется следующим образом:
{\displaystyle {\frac {1}{\mathbf {(p-p')^{2}} }}={\frac {2}{\mathbf {(p^{2}+1)} }}{\frac {1}{[{\boldsymbol {(\xi -\xi ')^{2}}}+(\xi _{0}-\xi '_{0})^{2}]}}{\frac {2}{\mathbf {(p'^{2}+1)} }},}
что не вытекает из конформности.
Теперь подставляем последние три соотношения в интегральное уравнение . Получаем:
| {\displaystyle b_{nlm}({\boldsymbol {\xi }},\xi _{0})-{\frac {n}{2\pi ^{2}\ }}\int {\frac {b_{nlm}({\boldsymbol {\xi '}},\xi '_{0})}{[{\boldsymbol {(\xi -\xi ')^{2}}}+(\xi _{0}-\xi '_{0})^{2}]}}dS_{\xi '},} |
где, как видно из Рис.1, элемент поверхности на единичной сфере с объёмом {\displaystyle 2\pi ^{2}} равен:
{\displaystyle dS_{\xi }={\frac {d{\xi _{1}}d\xi _{2}d{\xi _{3}}}{\xi _{0}}}={\frac {dV_{\xi }}{\xi _{0}}}}
(Интегрирование по плоскому 3-d пространству удобно при расчетах.)
В. Фок далее отсылает к теории сферических функций в четырёхмерном пространстве, где
полиномы Гегенбауэра играют важную роль.
Однако, в найденное уравнение можно подставить любую сферическую функцию и их сумму с фиксированным значением индекса (n-1), которое соответствует значению n в исходном УШ. В силу этого, уравнение не определяет квантовые числа {\displaystyle l} и {\displaystyle m}. Здесь важно свойство конформности. Повороту на сфере соответствует поворот на тот же угол в импульсном и координатном пространствах, так что функция с множителем {\displaystyle Y_{l,m}} переходит в собственную функцию с тем же угловым множителем (но с изменённым аргументом).
Таким образом, необходимое решение интегрального уравнения на 3-d сфере равно
{\displaystyle b_{nlm}({\boldsymbol {\xi }},\xi _{0})=Y_{l,m}(\theta ,\varphi )G_{(n-1-l)}^{l+1}(\xi _{0})},
где второй множитель есть полином Гегенбауэра.

### Неадекватная интерпретация
Математические симметрии играют важную роль в теоретической физике, помогая лучше понять физическую природу явления. Например, материальная точка в осцилляторе движется «туда-сюда» на отрезке. Физики изобрели фазовую плоскость для координат {\displaystyle x,p}, где точка движется равномерно по окружности, а её проекция на ось {\displaystyle x} есть движение в физическом пространстве. Подобная ситуация возникает в исследовании В. Фока. Математический аналог условно свободного движения возникает в импульсном 4-d пространстве.
В литературе встречается интерпретация результата Фока, в которой электрон в атоме водорода движется якобы свободно в 4-d пространстве на 3-d сфере. При этом наблюдатель из физического 3-d пространства видит проекцию этого движения. Этого утверждения в работе Фока нет, и такая интерпретация физически не адекватна.